# اقتصاد سويسرا
اقتصاد سويسرا هو واحد من الاقتصادات الأكثر إستقرارا في العالم. حيث جعلت سياستها الاستقرار الأمني والسياسي النقدي على المدى الطويل وبذلك اعتبرت سويسرا ملاذا آمنا للمستثمرين، وسعت لخلق اقتصاد يعتمد بشكل متزايد على المد المطرد للإستثمار الأجنبي. سويسرا واحدة من الدول التي لديها أعلى معدلات دخل للفرد في العالم مع انخفاض معدلات البطالة وميزانية متوازنة. قطاع الخدمات يلعب دور اقتصادي كبير في البلاد. على الرّغم من مساحتها المحدودة وعدم توفُّـرها على المواد الخام، إلا أن سويسرا تشهَـد نجاحا اقتصاديا مرمُـوقا في المجاليْـن، الصناعي والمالي. ونظرا للظروف الاقتصادية والسياسية الإيجابية، فإن العديد من الشركات متعدِّدة الجنسيات، تتَّـخذ من سويسرا مقرّا لها. وتبقى البلد معتمدة بشكل كبير على استيراد المواد الأولية والمُـنتجات شِـبه المصنعة والمنتجات الجاهزة، وكذا الطاقة والمواد الغذائية.
قطاع الخدمات السويسري في غاية التطوّر والتقدم حيث هناك البنوك وشركات التأمين المتجذِّرة في واقع الحياة، وهي تُـزاول نشاطها على المستوى الدولي. ومَـن الذي لم يسمع بالنظام المصرفي في سويسرا ومكانته العالمية ومدى تقدّمه. وفي هذا المقام، لابد من لفْـت النظر إلى فنّ صناعة السياحة الذي تُـجيده سويسرا، إذ تحتلّ السياحة هي الأخرى مكانة مرموقة، ولها اعتباراتها المتميِّـزة، من تنوع في الطبيعة والمواقع، إلى تعدّد أماكن ممارسة الرياضات المختلفة، بالإضافة إلى المطاعم التي تقدِّم أطيب وأشهى الأكلات المتميِّزة، كل ذلك جعل من سويسرا مكانا ممتعا لقضاء العطلات والقيام بالرحلات، ويستقطب الأعداد الغفيرة من السياح. ومن جانب آخر، فإن سويسرا منْخرِطة بشكل كبير في مجال التجارة الدولية، لدرجة أنها أصبحت تحقِّـق حاليا نصف أرباحها في الخارج. ويُـعتبر أهم شركائها التجاريِّين، دول الاتحاد الأوروبي ودول السوق الأوروبية المشتركة والولايات المتحدة الأمريكية واليابان والصين. وهنالك تقدُّم على جبهة المحيط الهادي، حيث أسواق جديدة آخِـذة في التوسّع. وفي عام 2008، بلغت قيمة الصادرات السويسرية 216,3 مليار فرنك، بينما بلغت قيمة السِّـلع المُـستوردة 197,4 مليار فرنك، وبذلك تكون قيمة الفائض التجاري نحو 18,9 مليار فرنك.
سويسرا هي موطن لعدة شركات ضخمة متعددة الجنسيات. أكبر الشركات السويسرية من ناحية الإيرادات هي جلينكور، جونفور، نستله، نوفارتيس، هوفمان لاروش، شركة أي بي بي، مجموعة ميركوريا الطاقة واديكو. ملحوظة أيضا هي يو بي اس إيه جي، زيوريخ للخدمات المالية، بنك كريدي سويس، باري كاليبو، سويس ري، لافارج هولسيم، تتراباك ومجموعة سواتش. تحتل سويسرا بأنها واحدة من أكثر الاقتصادات القوية في العالم.
أهم قطاع اقتصادي في سويسرا هو تصنيع. يتكون التصنيع إلى حد كبير من إنتاج المواد الكيميائية المتخصصة، والصحة والأدوية السلع والعلمية وأدوات القياس الدقيقة والآلات الموسيقية. أكبر السلع المصدرة هي المواد الكيميائية (34٪ من السلع المصدرة)،. تصدير الخدمات تصل إلى ثلث الصادرات. قطاع الخدمات آلات / إلكترونيات (20.9٪)، وأدوات دقيقة / ساعة (16.9٪) - لا سيما الأعمال المصرفية والتأمين، والسياحة، والمنظمات الدولية - هو صناعة هامة أخرى لسويسرا.

## التاريخ

### القرن 19

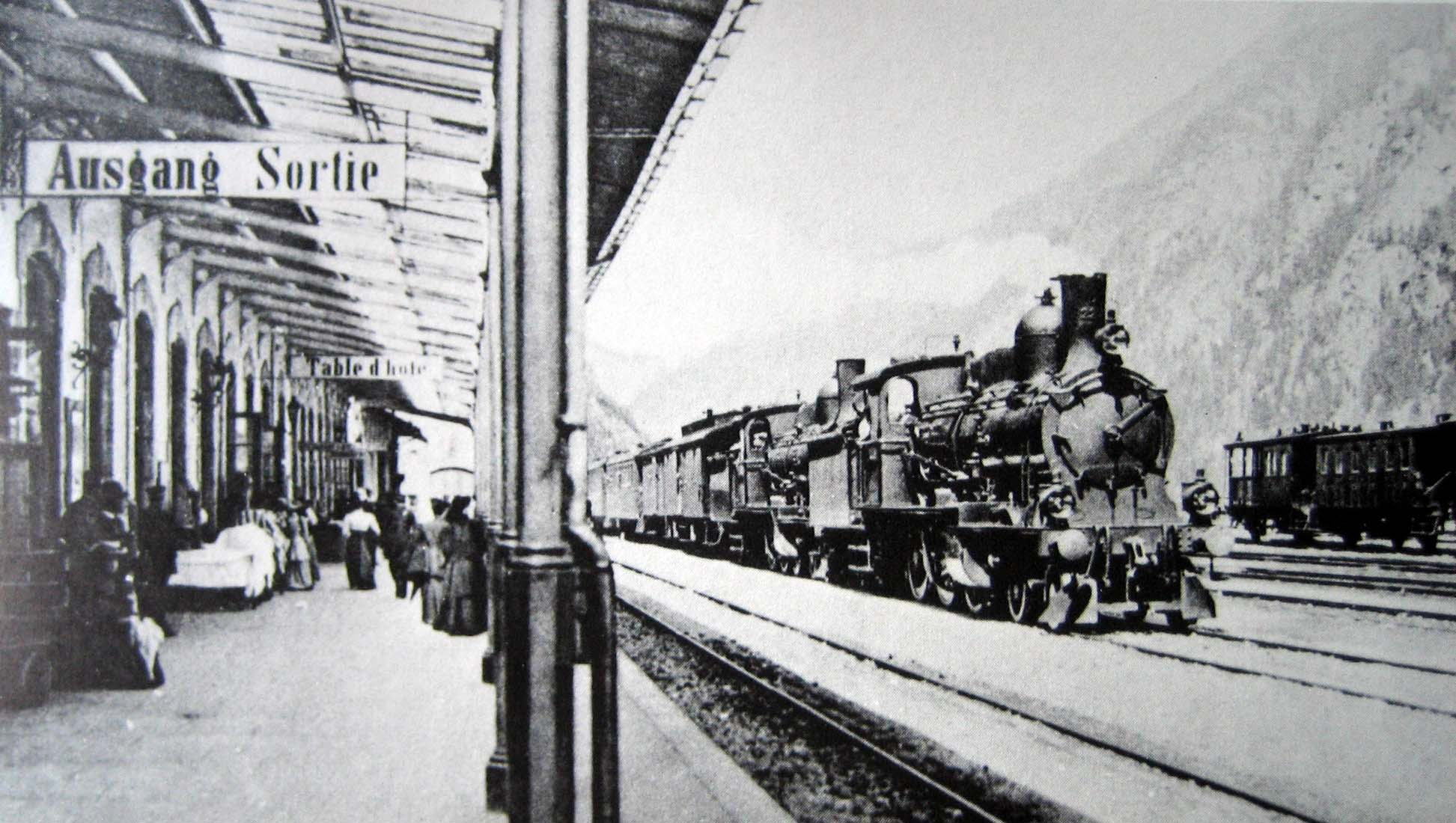
غوتهارد نفق السكك الحديدية في عام 1882

تأسست سويسرا كدولة اتحادية في عام 1848. قبل ذلك الوقت، بدأت كانتونات مدينة زيورخ وبازل على وجه الخصوص في تطوير اقتصاديا على أساس الصناعة والتجارة، في حين ظلت المناطق الريفية في سويسرا فقيرة ومتقدمة النمو. وبينما كان نظام الورش قائما طوال فترة العصر الحديث، بدأ إنتاج الآلات في عام 1801 في سانت غالن، مع الجيل الثالث من الآلات المستوردة من بريطانيا العظمى. ولكن في سويسرا، كانت الطاقة الهيدروليكية غالبا ما تستخدم بدلا من محركات البخار بسبب تضاريس البلد في حين لا توجد رواسب كبيرة من الفحم. بحلول عام 1814، تم استبدال النسيج اليدوي في الغالب بنول الطاقة. بدأ كل من السياحة والمصارف في التطور كعامل اقتصادي من نفس الوقت تقريبا. في حين كانت سويسرا ريفية في المقام الأول، شهدت المدن ثورة صناعية في أواخر القرن 19، وركزت خصوصا على المنسوجات. ففي بازل، على سبيل المثال، كانت المنسوجات، بما فيها الحرير، هي الصناعة الرائدة. وفي عام 1888، شكلت النساء 44 في المائة من العاملين بأجر. ويعمل ما يقرب من نصف النساء في مصانع النسيج، حيث يشكل خادمو المنازل ثاني أكبر فئة عمل. وكانت نسبة النساء في القوى العاملة أعلى بين عامي 1890 و 1910 عما كانت عليه في أواخر الستينيات والسبعينيات.
لعبت السكك الحديدية دورا رئيسيا في التصنيع مع أول السكك الحديدية التي ظهرت في عام 1847 بين زيوريخ وبادن. بسبب المنافسة بين اللاعبين الخاصين، كانت سويسرا تغطي أكثر من 1000 كم من المسار بحلول عام 1860.

### القرن العشرون
بدأ نمو القطاع الصناعي في سويسرا في القرن التاسع عشر مع سياسة عدم التدخل في الصناعة والتجارة، وأصبحت سويسرا واحدة من أشد دول أوروبا ازدهارًا، وهو ما يسميه البعض أحيانًا «المعجزة السويسرية»، وهي التطور في أواسط القرن القرن التاسع عشر إلى أوائل القرن العشرين، وأشياء أخرى مرتبطة بدور سويسرا في الحربين العالميتين.
عاد إجمالي استهلاك سويسرا للطاقة إلى الازدياد في أوائل عشرينيات القرن العشرين، بعد أن شهد انحدارًا في العقد السابق. وركد في الثلاثينيات قبل أن ينحدر من جديد في أوائل الأربعينيات، ليشهد بعد ذلك نموًّا سريعًا بدأ في أواسط الأربعينيات.
في أربعينيات القرن العشرين، لا سيما في فترة الحرب العالمية الثانية، استفاد الاقتصاد من تزايد الصادرات وتوصيل الأسلحة إلى ألمانيا وفرنسا والمملكة المتحدة وبلدان أوروبية أخرى. ولكن استهلاك الطاقة في سويسرا انخفض سريعًا. أدّى تعاون المصارف مع النازيين (ولو أنها تعاونت كذلك كثيرًا مع البريطانيين والفرنسيين) وعلاقاتهم التجارية مع قوى المحور في الحرب إلى انتقادات كثيرة لها، أدّت إلى فترة قصيرة من العزلة الدولية شهدتها سويسرا. لم تؤثر الحرب في مرافق الإنتاج السويسرية كثيرًا، ونمت الصادرات والواردات بعد الحرب نموًّا سريعًا.
في خمسينيات القرن العشرين، بلغ متوسّط نمو الناتج الإجمالي المحلي سنويًّا 5% وتضاعف استهلاك سويسرا للطاقة ضعفين. خسر الفحم مكانته بوصفه ثاني مصدر أولي للطاقة في سويسرا، إذ تزايد الاعتماد على أوقدة أحفورية مستوردة أخرى، مثل النفط الخام والمكرّر، والغاز الطبيعي والمكرر.
في ستينيات القرن العشرين، عاد متوسط نمّ الناتج الإجمالي المحلي سنويًّا إلى 4%، وتضاعف استهلاك سويسرا للطاقة ضعفين مرة أخرى تقريبًا. مع انتهاء العقد، قدم النفط أكثر من ثلاثة أرباع الطاقة في سويسرا.
في سبعينيات القرن العشرين نمى معدل النمو في الناتج الإجمالي المحلي تدريجيًّا من قمة 6.5% في عام 1970، ليصل إلى 7.5% في 1975 و1976. تزايد اعتماد سويسرا على النفط المستورد من المصدّرين الأساسيين، وهم دول أوبك. أدت أزمة النفط العالمية عام 1973 إلى انخفاض استهلاك الطاقة في سويسرا في السنوات بين 1973 و1978. في عام 1974، شهدت سويسرا ثلاثة أيام أحد مُنع فيها النقل الخاص نتيجة صدمة العرض في النفط. منذ عام 1977، نمى الناتج الإجمالي المحلي مرة أخرى، ولو أن سويسرا تأثّرت بأزمة الطاقة عام 1979 وهو ما أدى إلى انخفاض قصير الأمد في استهلاك الطاقة في سويسرا. في عام 1970 كانت الصناعة توظّف نحو 46% من القوة العاملة، ولكن في فترة الركود الاقتصادي في السبعينيات نمى قطاع الخدمات ليسود الاقتصاد الوطني. في عام 1970 كان 17.2% من السكان ونحو ربع اليد العاملة من الأجانب، ولو أن خسارات العمل في الركود الاقتصادي قللت هذا الرقم.
في ثمانينيات القرن العشرين، انكمش اقتصاد سويسرا بنسبة 1.3% عام 1982 ولكنه نمى بقية العقد نموًّا كبيرًا، وبلغ نمو الناتج الإجمالي المحلي سنويًّا بين 3% و4%، إلا في عام 1986 و1987 إذ انخفض النمو إلى 1.9% و1.6% على الترتيب.
شهد اقتصاد سويسرا نموًّا بطيئًا في تسعينيات القرن العشرين، إذ كان أضعف الاقتصادات نموًّا في أوروبا الغربية. ثم تأثر الاقتصاد بركود ثلاثة أعوام من 1991 إلى 1993، إذ انكمش الاقتصاد 2%. ظهر الانكماش هذا في استهلاك سويسرا للطاقة وفي معدلات نمو الصادرات. لم يكن نمو الاقتصاد السويسري في هذه كبيرًا من ناحية الناتج الإجمالي المحلي (0.6% سنويًّا فقط).
بعد أن كانت معدلات البطالة أقل من 1% قبل 1990، أدى ركود الأعوام الثلاثة إلى ارتفاع معدلات البطالة إلى قمتها التاريخية وهي 5.3% عام 1997. في عام 2008، كانت سويسرا الثانية بين الدول الأوروبية التي يزيد عدد سكانها على الملوين من حيث الناتج الإجمالي المحلي الاسمي وتساوي قوة الشراء، بعد النرويج. في تسعينيات القرن العشرين، انخفضت الأجور الحقيقية عدة مرات لأن الأجور الاسمية لم تستطع مواكبة التضخم. ولكن، بدءًا من 1997، حدث تجدد عالمي في حركة العملة حفز الاقتصاد السويسري حفزًا كافيًا. اكتسب الاقتصاد ببطء قوة دافعة، ليبلغ في عام 2000 قمة هي 3.7% من النموّ.

### العقد الأول من القرن الواحد والعشرين
في ركود أوائل العقد الأول من القرن الواحد والعشرين، لم تستطع سويسرا إلا أن يتباطأ اقتصادها، لعلاقتها الوثيقة باقتصادات أوروبا الغربية والولايات المتحدة. بعد انهيارات أسواق البورصة العالمية صبيحة الهجمات الإرهابية في 11 سبتمبر، زادت التصريحات عن إحصائيات زائفة وأجور عالية للمديرين. انخفض نمو الناتج الإجمالي المحلي إلى 1.2% في 2001 ثم إلى 0.4% في 2002، ثم إلى أقل من 0.2% في عام 2003. أثر هذا التباطؤ الاقتصادي أثرًا كبيرًا في سوق العمل.
أعلن شركات كثيرة عن تسريحات جماعية فتزايدت معدلات البطالة من منخفض هو 1.6% في سبتمبر 2000 إلى قمة هي 4.3% في يناير 2004، ولو أنها بقيت أقل من معدل البطالة في الاتحاد الأوروبي بكثير، إذ بلغ 9.2% في نهاية 2004.
في 10 نوفمبر 2002، اقترحت مجلة الاقتصاد كاش 5 إجراءات تتخذها المؤسسات السياسية والاقتصادية لإنعاش الاقتصاد السويسري:
1. تشجيع الاستهلاك الخاص بزيادة الأجور زيادة جيدة. بالإضافة إلى ذلك، يجب أن تحصل الأسر ذات الأطفال على خصوم في تأمينها الصحي.
2. يجب أن يحيي البنك الوطني السويسري الاستثمار بتخفيض معدلات الفائدة. إلى جانب ذلك، يجب أن تزيد المؤسسات النقدية من مستهلكي الائتمان وأن تقدم أراضي أرخص للبناء.
3. طُلب إلى بنك سويسرا الوطني أن يخفض قيمة الفرانك السويسري، لا سيما أمام اليورو.
4. يجب أن تتخذ الحكومة إجراءً ضد الدورية هو زيادة عجز الميزانية. يجب أن يزداد إنفاق الحكومة على البنى التحتية وقطاع التعليم. ينبغي تخفيض الضرائب لتشجيع استهلاك الأسر الخاصة.
5. يجب تشريع جداول دوام مرنة، لتجنب التسريحات لقلة الطلب.

طُبّقت هذه الإجراءات وآتت ثمارًا ناجحة، وسعت الحكومة إلى السداسي السحري، وهو العمالة الكاملة، والمساواة الاجتماعية، والنمو الاقتصادي، والجودة البيئية، والموازنة التجارية الإيجابية، واستقرار الأسعار. هذا الانتعاش الذي بدأ في أواسط عام 2003 شهد بلوغ متوسط معدل النمو 3% (وفي عام 2004 و2005 بلغ نمو الناتج الإجمالي المحلي 2.5% و2.6% على الترتيب، أما في 2006 و2007 فقد بلغ 3.6%). في عام 2008، كان نمو الناتج الإجمالي المحلي متواضعًا في النصف الأول من السنة، وتراجع في الربعين الأخيرين. وبسبب تأثير القاعدة، أصبح النمو الحقيقي 1.9%. ومع أنه تقلص 1.9% عام 2009، فقد عاد الاقتصاد إلى النمو في الربع الثالث منها، وفي الربع الثاني من 2010 كان قد تجاوز قمته السابقة. بلغ النموّ عام 2010 2.6%.
أثر سقوط سوق البورصة عام 2007-2009 أثرًا عميقًا في عائدات الاستثمارات الأجنبية. أدى هذا إلى انحدار كبير في فائض الميزانية الحالية. في عام 2006، بلغ فائض الميزانية 15.1% بالنسبة إلى الناتج الإجمالي المحلي. انخفض الفائض إلى 9.1% في 2007 ثم إلى 1.8% في 2008. ثم انتعش في عام 2009 و2010 إذ بلغ الفائض فيهما 11.9% و14.6% على الترتيب. بلغت البطالة قمة في ديسمبر 2009 هي 4.4%. في أغسطس 2018، كان معدل البطالة 2.4%.

## القطاعات الاقتصادية
يتبع الاقتصاد السويسري النموذج المعياري التي تتبعه الدول المتقدمة في شأن القطاعات الاقتصادية. تعمل أقلية صغيرة من العمال في القطاع الأولي أو الزراعي (1.3% من السكان، عام 2006)، وتعمل أقلية أكبر في القطاع الثانوي أو التصنيعي (27.7% عام 2012). تعمل أغلبية اليد العاملة في القطاعات الثالثية أو الخدمية (71.0% عام 2012).

## وصلات خارجية
- OECD's Switzerland country Web site and OECD Economic Survey of Switzerland
- SWISS MARKET IND
- Swiss Federal Statistical Office
- Gross Domestic Product Growth - Switzerland
- Swiss Economic Forecasts
- swissinfo.ch business news and articles
- World Bank Summary Trade Statistics Switzerland
- The Swiss Labour Law and Swiss employment contract
- Tariffs applied by Switzerland as provided by ITC's Market Access Map[وصلة مكسورة], an online database of customs tariffs and market requirements.